# I’m Just a Kid
Az "I'm Just a Kid" a Simple Plan kanadai pop-punk együttes debütáló kislemeze. A dalt Pierre Bouvier írta. A szám a No Pads, No Helmets... Just Balls debütáló albumukon, és az alábbi filmekben, sorozatokban is szerepel: Grind, The New Guy, Cheaper by the Dozen.

## Dallista
1. I'm Just a Kid (dal verzió)
2. One By One
3. Grow Up